# 2241 Alcathous
2241 Alcathous eller 1977 WM är en trojansk asteroid i Jupiters lagrangepunkt L5. Den upptäcktes den 24 april 1977 av den amerikanska astronomen Charles T. Kowal vid Palomar-observatoriet. Den har fått sitt namn efter Alcathous, i den grekiska mytologin.
Asteroiden har en diameter på ungefär 113 kilometer.